# Ystads fornminnesförening

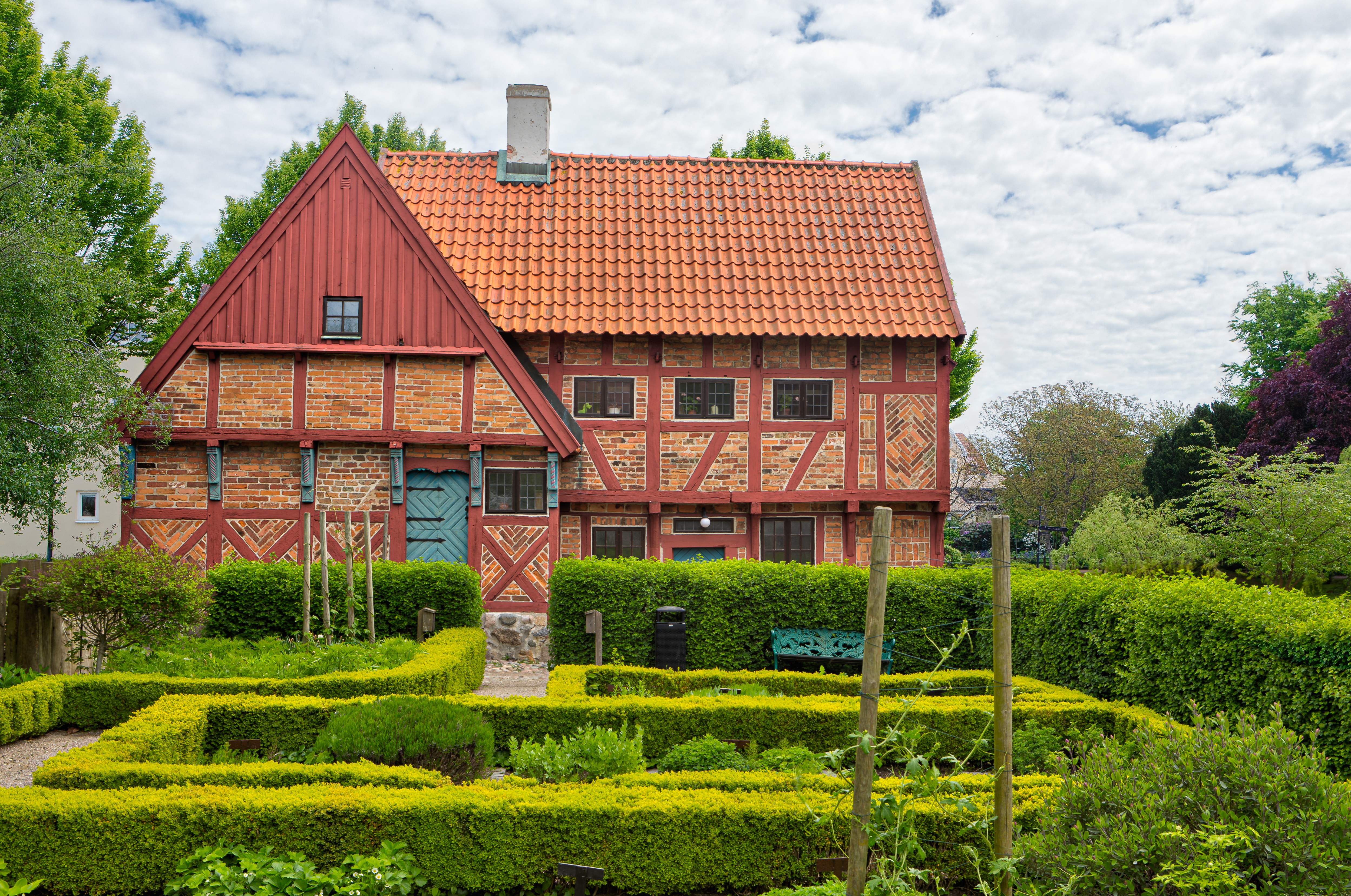
Borgmästarhuset, flyttat till Hospitalsgatan, numera också kontor för Ystads kulturhistoriska förening

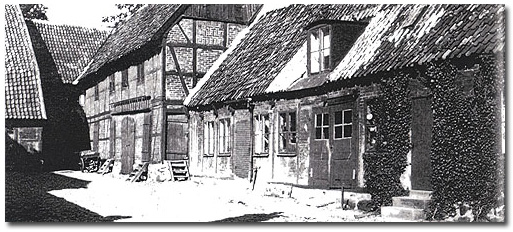
Gården till Ystads Tändsticksfabrik i Borgmästarhuset vid Stora Östergatan/Pilgränd före flytten, troligen 1880-talet

Ystads fornminnesförening (numera Ystads kulturhistoriska förening) bildades som Skånes första fornminnesförening 1907 på initiativ av majoren Robert de la Gardie. Den och engagerar sig i kulturmiljöfrågor och utgör remissinstans för byggnads- och miljöfrågor i Ystads kommun.
Föreningen äger Ystads arkeologiska och kulturhistoriska samlingar, ett omfattande arkiv och en unik glasplåtsamling. I verksamheten ingår bland annat arrangemang av föreläsningar, utflykter och stadsvandringar. Dokumentationer och inventeringar inom museets verksamhetsområde är också en viktig del.
I fornminnesföreningen ingår trädgårdsgruppen Sub Rosa, som består av en grupp trädgårdsamatörer med fokus på ett rosarium i klosterträdgården med dess rosor, kål- och örtagården samt pionträdgården. 

## Historik
Ystads Fornminnesförening bildades 1907, vid en tidpunkt då många gamla fastigheter i staden skulle ge plats åt nya moderna byggnader, bland annat fanns planer på att riva klostret.
Målet för föreningen var att motverka rivningshysteri. Föreningen köpte in kulturhistoriska fastigheter och tog hand om dessa. En av de första var Borgmästarhuset vid Stora Östergatan/Pilgränd, vars viktigaste del flyttades till en tomt vid Hospitalsgatan vid Klostret i Ystad. Föreningen har sitt kontor i byggnaden.